# Zipoetes rufescens
Zipoetes rufescens là một loài bọ cánh cứng trong họ Cerambycidae.